# John Cade
Pour les articles homonymes, voir Cade.
 (octobre 2015).
Si vous disposez d'ouvrages ou d'articles de référence ou si vous connaissez des sites web de qualité traitant du thème abordé ici, merci de compléter l'article en donnant les références utiles à sa vérifiabilité et en les liant à la section « Notes et références ».
John Frederick Joseph Cade (18 janvier 1912 - 16 novembre 1980) est un psychiatre australien connu pour avoir découvert en 1948 les effets du sel de lithium comme stabilisateur de l'humeur dans le traitement des désordres bipolaires (alors connu comme psychose maniaco-dépressive). Alors que les traitements standards étaient, jusqu'alors, la sismothérapie et la lobotomie, le lithium sera le premier traitement efficace pour ces troubles.

## Biographie
Né à Murtoa, Victoria (Australie), il suit les cours au College Scotch puis à l'Université de Melbourne et travaille dans différents établissements psychiatriques. Malgré sa formation en psychiatrie, c'est en tant que chirurgien qu'il sert dans l'armée australienne durant la Seconde Guerre mondiale. Après que Singapour soit tombée aux mains des japonais, John Cade est fait prisonnier de guerre et interné à la prison de Changi où il passera trois ans et demi jusqu'à la fin de la guerre.
Après la guerre, il sert à l'hôpital de rapatriement de Bundoora à Melbourne. C'est là qu'il commence les expérimentations qui mèneront à utiliser le lithium dans le traitement des troubles bipolaires.

### La découverte des effets du lithium
Cade travaille, à l'origine, sur l'hypothèse selon laquelle la manie serait liée à l'urée et utilise l'urate de lithium dans des expérimentations sur des animaux. Il met alors en évidence l'effet calmant du lithium et une expérimentation à petite échelle sur l'homme donne les mêmes résultats. L'effet calmant est si évident que Cade émet même l'hypothèse que les troubles bipolaires sont dus à une insuffisance en lithium.
Si les premiers résultats sont prometteurs, la toxicité du lithium conduit au décès de plusieurs patients. De fait, le sel de lithium ne sera pas autorisé par les autorités scientifiques et sera interdit notamment aux États-Unis jusqu'en 1970.
Le problème majeur était lié au faible rapport bénéfice-risque entre la dose efficace et la dose toxique, entraînant des difficultés à trouver la dose thérapeutique efficace pour le patient. Le dosage s'améliora par la suite grâce à des prélèvements sanguins permettant de doser le taux de lithium dans le sang par spectrométrie d'absorption atomique.
Cade est président du Collège des psychiatres d'Australie et de Nouvelle-Zélande en 1969-70 et président pour sa branche à Victoria (Australie) de 1963 jusqu'à sa mort. Pour sa contribution à la psychiatrie, il reçoit un Kittay International Award en 1974 (avec Mogens Schou du Danemark) et il est fait chevalier de l'ordre d'Australie en 1976.

## Citation
- « Je crois que le cerveau, comme n'importe quel autre organe, peut tomber malade et qu'il peut également guérir. »

## Neurochimie du sel de lithium
L'élément biologiquement actif du sel de lithium est le cation de lithium, Li+. Il semble qu'il agisse sur les récepteurs actifs de la membrane cellulaire des neurones.